# Ґарволево
Ґарволево (пол. Garwolewo) — село в Польщі, у гміні Червінськ-над-Віслою Плонського повіту Мазовецького воєводства.
Населення — 223 особи (2011).
У 1975-1998 роках село належало до Плоцького воєводства.

## Демографія
Демографічна структура станом на 31 березня 2011 року:
|          | Загалом | Допрацездатний вік | Працездатний вік | Постпрацездатний вік |
| -------- | ------- | ------------------ | ---------------- | -------------------- |
| Чоловіки | 112     | 17                 | 81               | 14                   |
| Жінки    | 111     | 17                 | 62               | 32                   |
| Разом    | 223     | 34                 | 143              | 46                   |